# 1945年の航空
< 1945年
1944年の航空 - 1945年の航空 - 1946年の航空

## 航空に関する出来事

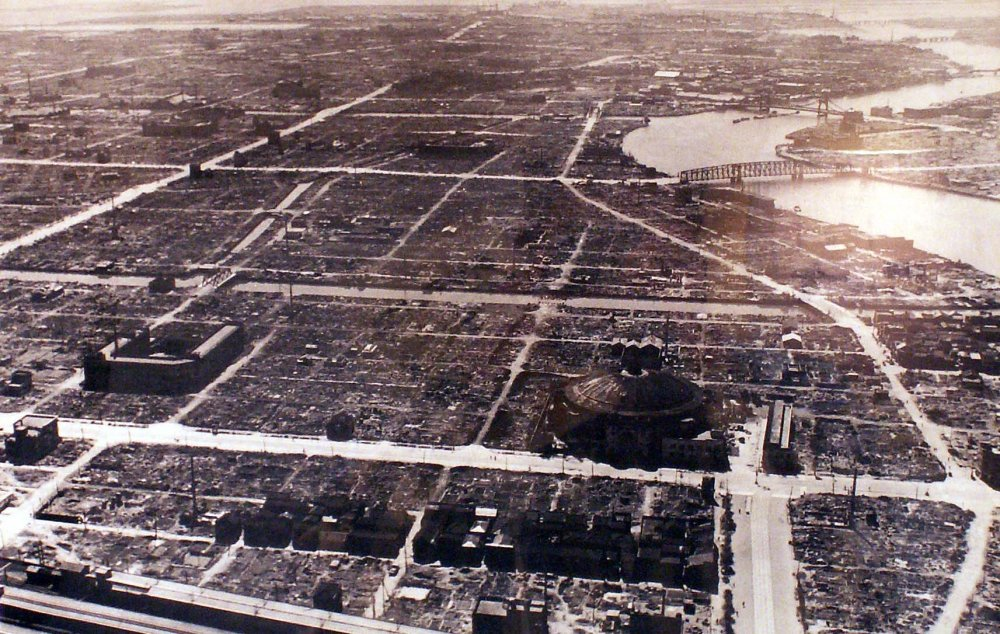
東京大空襲で焦土と化した東京

- 2月13日 - イギリス軍が、ドレスデン爆撃を行った。
- 3月10日 - 325機のB-29爆撃機により東京の下町に焼夷弾を用いた大規模爆撃が行われ、100万人以上が被災し、8万人以上の死者、4万人以上の負傷者がでた。（「東京大空襲」）
- 3月14日 - イギリス空軍の、C.C.カルダー率いる第617飛行中隊「ダムバスターズ」が12000ポンド（約5トン）の爆弾、グランドスラムを使用し、ビーレフェルト鉄道陸橋の二箇所のスパンを破壊した。
- 3月21日 - 九州沖航空戦の4日目に沖縄攻撃中の米機動部隊に向けて、桜花実戦部隊が出撃した。しかし、敵艦隊の遥か手前でF6F戦闘機28機に迎撃され、陸攻隊は18機全機未帰還となった。
- 5月7日 - ドイツがフランスのランスで降伏文書に調印した。
- 7月28日 - B-25爆撃機がニューヨークのエンパイア・ステート・ビルディングに衝突、14名の死者がでた。
- 8月6日 - 午前8時15分米軍が広島市へ原子爆弾投下。
- 8月7日 - 日本海軍が初の国産ジェット機「橘花」の試験飛行を実施した。
- 8月9日 - 午前11時02分、米軍が長崎市へ原子爆弾投下。
- 8月15日 - 第二次世界大戦終戦。
- 9月6日 - ドイツからの戦利品のヘリコプター、フォッケウルフ・アハゲリス FA223 V14が、イギリス空軍のBeaulieu基地まで運ばれ、ヘリコプターによる最初のドーバー海峡の横断となった。
- 9月20日 - 実験用に改造されたグロスター ミーティアが、ロールズロイス トレントRB.50 エンジンを装備して、イギリス初のターボプロップ航空機として飛行した。
- 10月24日 – アメリカ合衆国のアメリカン・オーバーシーズ航空（アメリカン航空の子会社）が、ダグラス C-54を使用して、ニューヨーク‐ロンドン間の陸上機による定期航空便の運行を開始した。

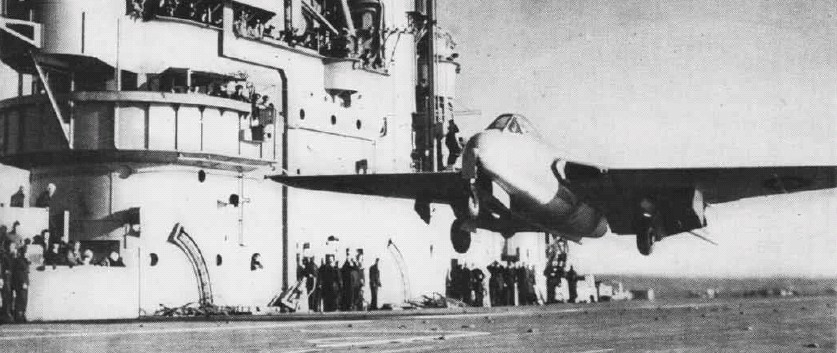
シーバンパイアによる初めての航空母艦への着艦

- 11月6日 - アメリカ海軍の。ジェットエンジンとレシプロエンジンの複合動力機、ライアンFRが護衛空母ウェーク・アイランド(CVE-65)にジェットエンジン搭載機として、初の着艦を行った。
- 11月7日 -  H. J. Wilsonがグロスター ミーティア F Mk4で 975.9Km/hの速度記録を樹立した。
- 12月3日 - イギリスのエリック・ブラウンが世界で初めてジェット機（シーバンパイア LZ551/G）で、航空母艦HMS オーシャンに着艦した。
- 12月5日 - バミューダ諸島付近でアヴェンジャー雷撃機5機が訓練飛行中に消息を絶った。（「バミューダトライアングル」）

## 1945年に初飛行した機体の画像

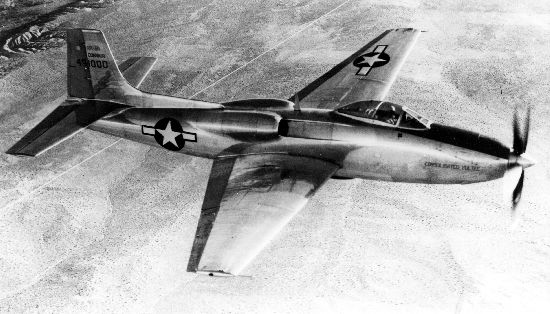
XP-81 （2月11日)
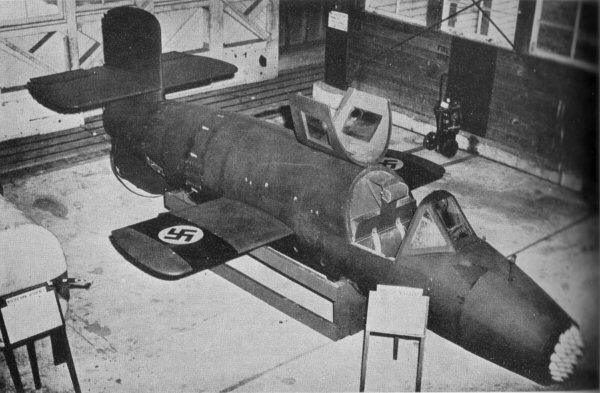
バッヘム Ba 349 （3月1日）
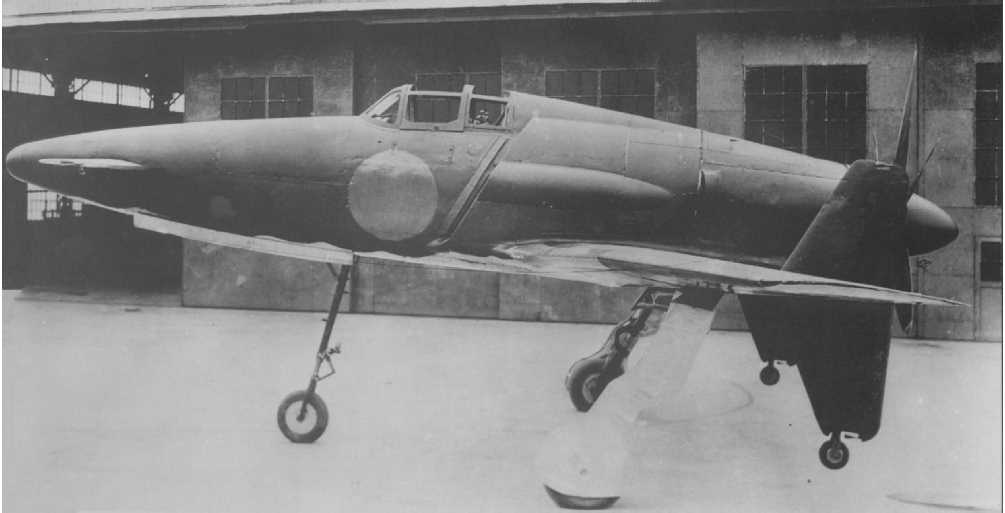
震電 （8月3日）
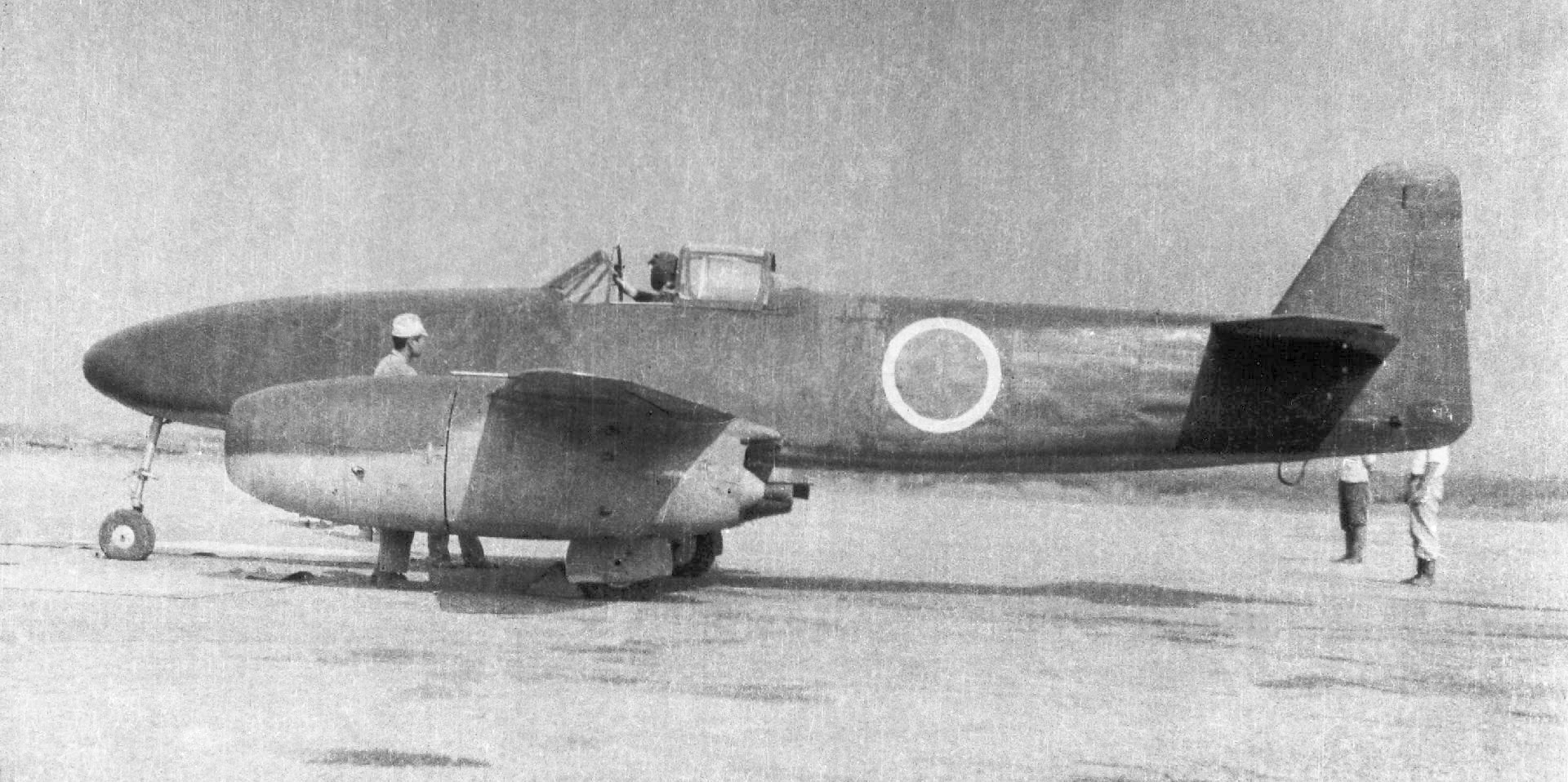
橘花 (8月7日）
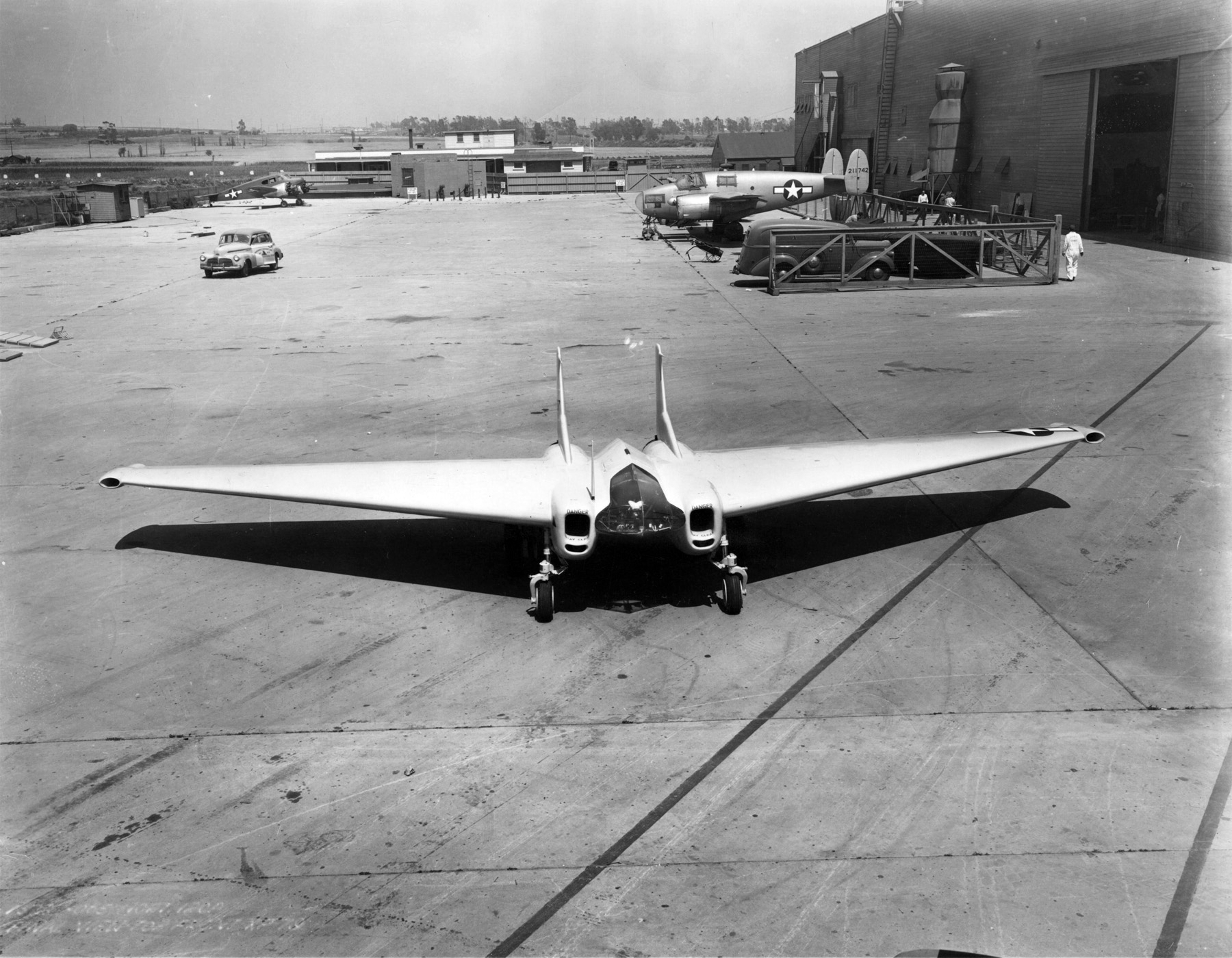
XP-79 （9月1日)

## 第二次世界大戦中の各国の航空機生産数
| Country        | 1939   | 1940   | 1941   | 1942    | 1943    | 1944    | 1945   | Total   |
| アメリカ合衆国 | 2,141  | 6,086  | 19,433 | 47,836  | 85,898  | 96,318  | 46,001 | 303,713 |
| ドイツ         | 8,295  | 10,826 | 12,401 | 15,409  | 24,807  | 40,593  | 7,540  | 119,871 |
| ソビエト連邦   | 10,382 | 10,565 | 15,735 | 25,436  | 34,900  | 40,300  | 20,900 | 158,218 |
| イギリス       | 7,940  | 15,049 | 20,094 | 23,672  | 26,263  | 26,461  | 12,070 | 131,549 |
| 日本           | 4,467  | 4,768  | 5,088  | 8,861   | 16,693  | 28,180  | 8,263  | 76,320  |
| イタリア       |        |        |        |         |         |         |        | ~18,000 |
| カナダ         |        |        |        |         |         |         |        | 16,431  |
| 合計           | 33,225 | 47,294 | 72,751 | 121,214 | 188,561 | 231,852 | 94,774 | 789,671 |